# Маклауд (Калифорнија)
Маклауд (енгл. McCloud) насељено је место без административног статуса у америчкој савезној држави Калифорнија.

## Демографија
По попису из 2010. године број становника је 1.101, што је 242 (-18,0%) становника мање него 2000. године.
| Група             | 2000.         | 2010.       |
| Белци             | 1.158 (86,2%) | 987 (89,6%) |
| Афроамериканци    | 26 (1,9%)     | 8 (0,7%)    |
| Азијати           | 16 (1,2%)     | 6 (0,5%)    |
| Хиспаноамериканци | 77 (5,7%)     | 65 (5,9%)   |
| Укупно            | 1.343         | 1.101       |